# Juaye-Mondaye
Juaye-Mondaye – miejscowość i gmina we Francji, w regionie Normandia, w departamencie Calvados.
Według danych na rok 1990 gminę zamieszkiwało 616 osób, a gęstość zaludnienia wynosiła 38 osób/km² (wśród 1815 gmin Dolnej Normandii Juaye-Mondaye plasuje się na 366. miejscu pod względem liczby ludności, natomiast pod względem powierzchni na miejscu 199.).